# Lynn Courtois
Lynn Courtois is een personage uit de Vlaamse soap Thuis. Lynn werd van 2011 tot 2013 gespeeld door Abigail Abraham.

## Personage
Lynn maakt haar intrede als onenightstand van Bram. Wanneer Fien verdwijnt en Bram verdacht wordt, moet zij bij de politie voor een alibi zorgen.
Later worden Bram en Lynn een koppel. Zij is echter niet zo trouw en flirt geregeld met andere mannen: ze probeert Tibo en Jens te verleiden en heeft een onenightstand met Tom. Wanneer Bram haar 's morgens het advocatenbureau ziet uitgaan, maakt hij een einde aan de relatie.
Lynn studeert rechten. Zij doet haar stage in het advocatenkantoor van Tom. Ze vertrekt impulsief op reis naar het buitenland en staat plots terug op kantoor voor het proces tussen Femke De Grote en Simonne Backx betreffende de aanrijding met vluchtmisdrijf. Op vraag van Femke heeft Tom verzwegen dat agent Tim Cremers het initiële verhoor niet correct heeft afgenomen en dit bijgevolg als procedurefout kon inroepen. Tom wordt hierover aangesproken door de advocaat van de tegenpartij, Ivo Courtois - vader van Lynn. Lynn geeft haar vader gelijk, waardoor Tom vindt dat het vertrouwen is geschonden.
Na het proces komt Lynn enige tijd niet opdagen op kantoor. Wanneer ze daar plots terug staat, ontslaat Tom haar omwille van haar ongeoorloofd absenteïsme. Lynn beslist om dan onbezoldigd haar openstaande dossiers af te maken en kan zo Tom uiteindelijk overtuigen om haar terug aan te nemen.
Lynn tracht er alles om te doen om Tom te verleiden. Dat lukt haar al redelijk snel. Wanneer haar kotbaas tijdens de blokperiode plots start met renovatiewerken aan het studentenhuis, trekt Lynn in bij Tom.
Wanneer het uit is tussen Peter Vlerick en Peggy Verbeeck vraagt Tom aan Lynn om tijdelijk bij haar vader te gaan wonen. De relatie tussen haar en Tom komt op een zeer laag pitje te staan. Tom verzwijgt zijn verjaardag opzettelijk aan Lynn, maar zij komt dit toch te weten wanneer zijn moeder, Marianne Bastiaens, hem die dag een cadeau komt geven. Tot ergernis van Tom nodigt Marianne Lynn ook uit op het feestje, terwijl hij Judith van Santen al had gevraagd. De aanwezigheid van Judith is tegen de zin van Marianne en zeker van Lynn. Deze laatste wordt zo jaloers dat ze een glas cava in zijn gezicht gooit.
Tom dumpt Lynn en vraagt Judith uit voor een date. Het gaat goed tussen de twee. Een jaloerse Lynn vertelt Toms verleden aan Judith. Judith wijst daarop Tom de deur. Een gekwetste Tom ontmoet niet veel later Lynn en zij hebben gemeenschap. Echter wordt Tom vlak na de gemeenschap gebeld door Judith en laat Lynn terug vallen. Lynn gaat daarop naar Judith en zegt dat Tom haar verkracht heeft. Haar vader Ivo Courtois komt er al snel achter dat Lynn liegt over de verkrachting. Echter houdt hem dat niet tegen: hij gebruikt de situatie om Marianne te chanteren. Tijdens het proces geeft Lynn toe dat haar ouders hebben gefaald in haar opvoeding en dat ze nu Tom onterecht beschuldigt van de verkrachting.